# Ängsfryle
Ängsfryle (Luzula multiflora) är en gräslik växtart i familjen Tågväxter.